# NGC 4975
NGC 4975 (również PGC 45492) – galaktyka soczewkowata (S0), znajdująca się w gwiazdozbiorze Panny. Odkrył ją John Herschel 19 lutego 1830 roku.
W galaktyce tej zaobserwowano supernową SN 1968aa.